# Thibaut (familie)

Thibaut is een Nederlandse familie waarvan een lid in 1814 werd erkend te behoren tot de Nederlandse adel.

## Geschiedenis
De stamreeks begint met Jacob Thibaut die in 1440 en 1450 vermeld wordt en voor of in 1491 overleed. Zijn kleinzoon François was raad in de vroedschap van Ieper; ook een zoon en kleinzoon van de laatste waren dat. Daarna vestigde zich een familielid in het 'Nederlandse' Middelburg in 1594.
In 1814 werd Johan Willem Thibaut (1776-1815) erkend te behoren tot de Nederlandse adel. Met zijn dochter stierf het adellijke geslacht in 1854 uit.

## Enkele telgen
François Thibaut (†voor of in 1523), raad in de vroedschap in Ieper
- Christiaan Thibaut (†1542), schepen en raad in de vroedschap van Ieper
  - Hendrik Thibaut (†1602), raad in de vroedschap van Ieper, vestigde zich in Middelburg
    - Christiaan Thibaut, heer in Oud- en Nieuw-Vossemeer (†1608)
      - mr. Hendrick Thibaut, heer in Domburg-Buiten enz. (ca. 1604-1667), onder andere burgemeester van Middelburg
        - mr. Johan Thibaut (ca. 1634-1670), secretaris Rekenkamer van Zeeland
          - mr. Willem Thibaut (1669-1711), thesaurier van Middelburg
            - mr. Johan Willem Thibaut, heer van Aagtekerke en in Domburg-Buiten (1701-1759), onder andere burgemeester van Middelburg
              - mr. Willem Thibaut, heer van Aagtekerke en in Domburg-Buiten (1732-1790), onder andere griffier, secretaris en advocaat-fiscaal van de admiraliteit van Zeeland
                - jhr. mr. Johan Willem Thibaut, heer van Aagtekerke en in Domburg-Buiten (1776-1815), lid provinciale staten van Zeeland, erkend als edele van Zeeland in 1814
                  - jkvr. Wilhelmina Cornelia Jacoba Thibaut, vrouwe van Aagtekerke (1814-1854), laatste van het adellijke geslacht Thibaut; trouwde in 1832 met Frederic Govert graaf van Limburg Stirum (1800-1878), kapitein rijdende artillerie, lid van de ridderschap van Friesland, kamerheer, ridder in de Militaire Willems-Orde